# Copa Libertadores 2010
Navigation
Édition précédente Édition suivante
La Copa Libertadores 2010 est la 51e édition de la Copa Libertadores. Le club vainqueur de la compétition est désigné champion d'Amérique du Sud 2010 et dispute la Coupe du monde des clubs 2010 et la Recopa Sudamericana 2011. L'accession à la finale des Chivas de Guadalajara (affilié à la CONCACAF en tant que club mexicain) offre cette place au SC International, et ce quelle qu'ait été l'issue de la finale du tournoi.
C'est le club brésilien du SC Internacional qui remporte la compétition cette année après avoir battu les Mexicains du Chivas de Guadalajara en finale. Il s'agit du second succès du club en Libertadores après celui obtenu en 2006. L'Internacional met fin à la série de trois défaites consécutives en finale pour les clubs auriverde. L'attaquant de Cruzeiro Thiago Ribeiro remporte le titre de meilleur buteur avec huit réalisations.
Un nombre record de quarante équipes s'engage dans la compétition cette année, conséquence du retrait de deux clubs mexicains lors de l'édition précédente. Ainsi ces deux formations (San Luis FC et les Chivas de Guadalajara) obtiennent le droit de démarrer la compétition à partir des huitièmes de finale. Le format de la compétition reste identique à celui mis en place en 2005. Un tour préliminaire opposant une équipe de chaque fédération (sauf la fédération du tenant du titre qui doit engager deux équipes dans ce tour préliminaire) permet aux six qualifiés de rejoindre la phase de groupes. Celle-ci se dispute à présent sous la forme de huit poules de quatre équipes. Les premiers de chaque groupe (et les six meilleurs seconds) se qualifient pour la phase finale, qui est elle jouée en matchs aller-retour à élimination directe. La règle des buts marqués à l'extérieur en cas d'égalité sur les deux rencontres est appliquée pour cette édition, excepté pour la finale.

## Participants
Les équipes qualifiées incluent les 37 équipes qui se sont qualifiés par le biais de leur championnats respectifs ou de leurs coupes nationales, plus les deux clubs mexicains, les Chivas de Guadalajara et le Club San Luis. Ces deux clubs mexicains feront leurs entrées lors des 1/8e de finales, indépendamment des 3 autres clubs mexicains, en raison des retombées de l'épidémie de grippe H1N1 au Mexique au cours de la Copa Libertadores 2009. Ces deux clubs avaient déclaré forfait, alors qu'ils étaient encore en lice.
| Pays                                  | Équipes                 | Mode de qualification                                                                |
| ------------------------------------- | ----------------------- | ------------------------------------------------------------------------------------ |
| Argentine 5+1 places                  | Estudiantes             | Tenant du titre                                                                      |
| Argentine 5+1 places                  | Vélez Sársfield         | Vainqueur du tournoi de clôture 2009                                                 |
| Argentine 5+1 places                  | Banfield                | Vainqueur du tournoi d'ouverture 2009                                                |
| Argentine 5+1 places                  | Lanús                   | Meilleure moyenne de points du tournoi de clôture 2009 et d'ouverture 2009           |
| Argentine 5+1 places                  | Colón                   | Deuxième meilleure moyenne de points du tournoi de clôture 2009 et d'ouverture 2009  |
| Argentine 5+1 places                  | Newell's Old Boys       | Troisième meilleure moyenne de points du tournoi de clôture 2009 et d'ouverture 2009 |
| Bolivie 3 places                      | Bolívar                 | Vainqueur du tournoi d'ouverture 2009                                                |
| Bolivie 3 places                      | Blooming                | Vainqueur du tournoi de clôture 2009                                                 |
| Bolivie 3 places                      | Real Potosí             | Vainqueur des play-offs 2009                                                         |
| Brésil 5 places                       | Flamengo                | Champion du Brésil 2009                                                              |
| Brésil 5 places                       | SC Internacional        | Vice-champion du Brésil 2009                                                         |
| Brésil 5 places                       | São Paulo FC            | Troisième du championnat du Brésil 2009                                              |
| Brésil 5 places                       | Corinthians             | Vainqueur de la Coupe de Brésil 2009                                                 |
| Brésil 5 places                       | Cruzeiro Belo Horizonte | Quatrième du championnat du Brésil 2009                                              |
| Chili 3 places                        | Universidad de Chile    | Vainqueur du tournoi d'ouverture 2009                                                |
| Chili 3 places                        | Colo-Colo               | Vainqueur du tournoi de clôture 2009                                                 |
| Chili 3 places                        | Universidad Católica    | Équipe la mieux placée du tournoi de clôture 2009 (hors-champions)                   |
| Colombie 3 places                     | Once Caldas             | Vainqueur de la Copa Mustang 2009 I                                                  |
| Colombie 3 places                     | Independiente Medellín  | Vainqueur de la Copa Mustang 2009 II                                                 |
| Colombie 3 places                     | Junior                  | Meilleur score cumulé du Championnat de Colombie de football 2009                    |
| Équateur 3 places                     | Deportivo Quito         | Champion d'Équateur 2009                                                             |
| Équateur 3 places                     | Deportivo Cuenca        | Vice-champion d'Équateur 2009                                                        |
| Équateur 3 places                     | Emelec                  | Troisième du championnat d'Équateur 2009                                             |
| Paraguay 3 places                     | Cerro Porteño           | Vainqueur du tournoi d'ouverture 2009                                                |
| Paraguay 3 places                     | Club Nacional           | Vainqueur du tournoi de clôture 2009                                                 |
| Paraguay 3 places                     | Club Libertad           | Meilleur score cumulé du championnat du Paraguay 2009 (hors-champions)               |
| Pérou 3 places                        | Universitario           | Champion du Pérou 2009                                                               |
| Pérou 3 places                        | Alianza Lima            | Vice-champion du Pérou 2009                                                          |
| Pérou 3 places                        | Juan Aurich             | Équipe la mieux placée du championnat du Pérou 2009 (hors-champions)                 |
| Uruguay 3 places                      | Nacional                | Champion d'Uruguay 2008-2009                                                         |
| Uruguay 3 places                      | Cerro                   | Vainqueur de la Liguilla Pre-Libertadores 2009                                       |
| Uruguay 3 places                      | Racing                  | Deuxième de la Liguilla Pre-Libertadores 2009                                        |
| Venezuela 3 places                    | Caracas                 | Champion du Venezuela 2008-2009                                                      |
| Venezuela 3 places                    | Deportivo Italia        | Vice-champion du Venezuela 2008-2009                                                 |
| Venezuela 3 places                    | Deportivo Táchira       | Équipe la mieux placée du championnat du Venezuela 2008-2009 (hors-champions)        |
| Mexique 3 + 2 invitiations (CONCACAF) | Morelia                 | Equipe éligible la mieux classée lors du Tournoi Apertura 2009                       |
| Mexique 3 + 2 invitiations (CONCACAF) | Monterrey               | Vainqueur de l'InterLiga 2010                                                        |
| Mexique 3 + 2 invitiations (CONCACAF) | UAG Tecos               | Deuxième de l'InterLiga 2010                                                         |
| Mexique 3 + 2 invitiations (CONCACAF) | Guadalajara             | Invitation spéciale due au forfait à la Copa Libertadores 2009                       |
| Mexique 3 + 2 invitiations (CONCACAF) | San Luis                | Invitation spéciale due au forfait à la Copa Libertadores 2009                       |

### Entrée en lice des équipes
| 1/8e de finale       | 1/8e de finale                       | 1/8e de finale       | 1/8e de finale          |
| -------------------- | ------------------------------------ | -------------------- | ----------------------- |
| Guadalajara          | San Luis                             |                      |                         |
| Deuxième tour        |                                      |                      |                         |
| Estudiantes          | Vélez Sársfield                      | Banfield             | Lanús                   |
| CR Flamengo          | International                        | São Paulo            | Corinthians             |
| Bolívar              | Club Blooming                        | Universidad de Chile | Colo-Colo               |
| Once Caldas          | Independiente Medellín               | Deportivo Quito      | Deportivo Cuenca        |
| Cerro Porteño        | Club Nacional                        | Universitario        | Alianza Lima            |
| Nacional             | Cerro                                | Caracas              | Deportivo Italia        |
| Monterrey            | Morelia Monarcas                     |                      |                         |
| Premier tour         |                                      |                      |                         |
| Colón                | Newell's Old Boys                    | Real Potosí          | Cruzeiro Belo Horizonte |
| Universidad Católica | Corporación Popular Deportiva Junior | Club Sport Emelec    | Club Libertad           |
| Juan Aurich          | Racing                               | Deportivo Táchira    | Estudiantes Tecos       |

## Compétition

### Tour préliminaire
Douze équipes disputent un tour préliminaire en match aller-retour. Les vainqueurs des six rencontres rejoignent les 26 clubs directement qualifiés pour la phase de groupes. Les rencontres se disputent entre le 27 janvier et le 11 février 2010.
| Équipe 1               | Résultat      | Équipe 2                  | Aller | Retour |
| ---------------------- | ------------- | ------------------------- | ----- | ------ |
| Club Atlético Colón    | 5 - 5 3-5 tab | CD Universidad Católica   | 3 - 2 | 2 - 3  |
| Deportivo Táchira FC   | 2 - 3         | Club Libertad             | 1 - 0 | 1 - 3  |
| Newell's Old Boys      | 1 - 2         | Club Sport Emelec         | 0 - 0 | 1 - 2  |
| Club Bamin Real Potosí | 1 - 8         | Cruzeiro Esporte Clube    | 1 - 1 | 0 - 7  |
| Club Juan Aurich       | 4 - 1         | Estudiantes Tecos         | 2 - 0 | 2 - 1  |
| Atlético Junior        | 2 - 4         | Racing Club de Montevideo | 2 - 2 | 0 - 2  |

### Phase de groupes
Les 32 équipes qualifiées pour la phase de groupes sont réparties en huit groupes de 4 équipes.
Les 8 équipes terminant premières de leur groupe et les 6 meilleurs deuxièmes se qualifient pour les huitièmes de finale. Chaque groupe se déroule sur la base de matchs aller-retour. Les rencontres ont lieu entre le 9 février et le 22 avril 2010.
| Rang | Équipe                 | Pts | J | G | N | P | Bp | Bc | Diff |  | Résultats (▼ dom., ► ext.) |     |     |     |     |
| ---- | ---------------------- | --- | - | - | - | - | -- | -- | ---- |  | -------------------------- | --- | --- | --- | --- |
| 1    | SC Corinthians         | 16  | 6 | 5 | 1 | 0 | 9  | 3  | +6   |  | SC Corinthians             |     | 2-1 | 1-0 | 2-1 |
| 2    | Racing Club            | 8   | 6 | 2 | 2 | 2 | 4  | 5  | -1   |  | Racing Club                | 0-2 |     | 1-0 | 2-1 |
| 3    | Independiente Medellín | 6   | 6 | 1 | 3 | 2 | 3  | 4  | -1   |  | Independiente Medellín     | 1-1 | 0-0 |     | 1-0 |
| 4    | Cerro Porteño          | 2   | 6 | 0 | 2 | 4 | 3  | 7  | -4   |  | Cerro Porteño              | 0-1 | 0-0 | 1-1 |     |

| Rang | Équipe                   | Pts | J | G | N | P | Bp | Bc | Diff |  | Résultats (▼ dom., ► ext.) |     |     |     |     |
| ---- | ------------------------ | --- | - | - | - | - | -- | -- | ---- |  | -------------------------- | --- | --- | --- | --- |
| 1    | São Paulo Futebol Clube  | 13  | 6 | 4 | 1 | 1 | 9  | 2  | +7   |  | São Paulo Futebol Clube    |     | 1-0 | 2-0 | 3-0 |
| 2    | CD Once Caldas           | 11  | 6 | 3 | 2 | 1 | 8  | 5  | +3   |  | CD Once Caldas             | 2-1 |     | 1-1 | 1-0 |
| 3    | Club de Fútbol Monterrey | 6   | 6 | 1 | 3 | 2 | 5  | 8  | -3   |  | Club de Fútbol Monterrey   | 0-0 | 2-2 |     | 2-1 |
| 4    | Club Nacional            | 3   | 6 | 1 | 0 | 5 | 3  | 10 | -7   |  | Club Nacional              | 0-2 | 0-9 | 2-0 |     |

| Rang | Équipe                   | Pts | J | G | N | P | Bp | Bc | Diff |  | Résultats (▼ dom., ► ext.) |     |     |     |     |
| ---- | ------------------------ | --- | - | - | - | - | -- | -- | ---- |  | -------------------------- | --- | --- | --- | --- |
| 1    | Estudiantes de La PlataT | 13  | 6 | 4 | 1 | 1 | 11 | 5  | +6   |  | Estudiantes de La PlataT   |     | 1-0 | 5-1 | 2-0 |
| 2    | Club Alianza Lima        | 12  | 6 | 4 | 0 | 2 | 12 | 7  | +5   |  | Club Alianza Lima          | 4-1 |     | 2-0 | 1-0 |
| 3    | Club Juan Aurich         | 6   | 6 | 2 | 0 | 4 | 7  | 13 | -6   |  | Club Juan Aurich           | 0-2 | 4-2 |     | 2-0 |
| 4    | Club Bolívar             | 4   | 6 | 1 | 1 | 4 | 3  | 8  | -5   |  | Club Bolívar               | 0-0 | 1-3 | 2-0 |     |

| Rang | Équipe                         | Pts | J | G | N | P | Bp | Bc | Diff |  | Résultats (▼ dom., ► ext.)     |     |     |     |     |
| ---- | ------------------------------ | --- | - | - | - | - | -- | -- | ---- |  | ------------------------------ | --- | --- | --- | --- |
| 1    | Club Libertad                  | 12  | 6 | 3 | 3 | 0 | 10 | 3  | +7   |  | Club Libertad                  |     | 1-1 | 1-1 | 4-0 |
| 2    | Club Universitario de Deportes | 10  | 6 | 2 | 4 | 0 | 5  | 2  | +3   |  | Club Universitario de Deportes | 0-0 |     | 2-0 | 0-0 |
| 3    | Club Atlético Lanús            | 8   | 6 | 2 | 2 | 2 | 6  | 6  | 0    |  | Club Atlético Lanús            | 0-2 | 0-0 |     | 1-0 |
| 4    | Club Blooming                  | 1   | 6 | 0 | 1 | 5 | 3  | 13 | -10  |  | Club Blooming                  | 1-2 | 1-2 | 1-4 |     |

| Rang | Équipe                   | Pts | J | G | N | P | Bp | Bc | Diff |  | Résultats (▼ dom., ► ext.) |     |     |     |     |
| ---- | ------------------------ | --- | - | - | - | - | -- | -- | ---- |  | -------------------------- | --- | --- | --- | --- |
| 1    | Sport Club Internacional | 12  | 6 | 3 | 3 | 0 | 8  | 2  | +6   |  | Sport Club Internacional   |     | 3-0 | 2-0 | 2-1 |
| 2    | Sociedad Deportivo Quito | 10  | 6 | 3 | 1 | 2 | 5  | 7  | -2   |  | Sociedad Deportivo Quito   | 1-1 |     | 2-1 | 1-0 |
| 3    | Club Atlético Cerro      | 8   | 6 | 2 | 2 | 2 | 5  | 5  | 0    |  | Club Atlético Cerro        | 0-0 | 2-0 |     | 0-0 |
| 4    | Club Sport Emelec        | 2   | 6 | 0 | 2 | 4 | 2  | 6  | -4   |  | Club Sport Emelec          | 0-0 | 0-1 | 1-2 |     |

| Rang | Équipe                    | Pts | J | G | N | P | Bp | Bc | Diff |  | Résultats (▼ dom., ► ext.) |     |     |     |     |
| ---- | ------------------------- | --- | - | - | - | - | -- | -- | ---- |  | -------------------------- | --- | --- | --- | --- |
| 1    | Club Nacional de Football | 12  | 6 | 3 | 3 | 0 | 9  | 4  | +5   |  | Club Nacional de Football  |     | 2-2 | 2-0 | 3-2 |
| 2    | Club Atlético Banfield    | 11  | 6 | 3 | 2 | 1 | 13 | 8  | +5   |  | Club Atlético Banfield     | 0-2 |     | 2-1 | 4-1 |
| 3    | Monarcas Morelia          | 5   | 6 | 1 | 2 | 3 | 4  | 8  | -4   |  | Monarcas Morelia           | 0-0 | 1-1 |     | 2-1 |
| 4    | Club Deportivo Cuenca     | 4   | 6 | 1 | 1 | 4 | 7  | 13 | -6   |  | Club Deportivo Cuenca      | 0-0 | 1-4 | 2-0 |     |

| Rang | Équipe                        | Pts | J | G | N | P | Bp | Bc | Diff |  | Résultats (▼ dom., ► ext.)    |     |     |     |     |
| ---- | ----------------------------- | --- | - | - | - | - | -- | -- | ---- |  | ----------------------------- | --- | --- | --- | --- |
| 1    | Club Atlético Vélez Sarsfield | 13  | 6 | 4 | 1 | 1 | 10 | 5  | +5   |  | Club Atlético Vélez Sarsfield |     | 2-0 | 2-1 | 4-0 |
| 2    | Cruzeiro Esporte Clube        | 11  | 6 | 3 | 2 | 1 | 12 | 6  | +6   |  | Cruzeiro Esporte Clube        | 3-0 |     | 4-1 | 2-0 |
| 3    | CSD Colo-Colo                 | 8   | 6 | 2 | 2 | 2 | 8  | 10 | -2   |  | CSD Colo-Colo                 | 1-1 | 1-1 |     | 1-0 |
| 4    | Deportivo Petare              | 1   | 6 | 0 | 1 | 5 | 4  | 13 | -9   |  | Deportivo Petare              | 0-1 | 2-2 | 2-3 |     |

| Rang | Équipe                  | Pts | J | G | N | P | Bp | Bc | Diff |  | Résultats (▼ dom., ► ext.) |     |     |     |     |
| ---- | ----------------------- | --- | - | - | - | - | -- | -- | ---- |  | -------------------------- | --- | --- | --- | --- |
| 1    | CF Universidad de Chile | 12  | 6 | 3 | 3 | 0 | 10 | 6  | +4   |  | CF Universidad de Chile    |     | 2-1 | 0-0 | 1-0 |
| 2    | CR Flamengo             | 10  | 6 | 3 | 1 | 2 | 11 | 9  | +2   |  | CR Flamengo                | 2-2 |     | 2-0 | 3-2 |
| 3    | CD Universidad Católica | 7   | 6 | 1 | 4 | 1 | 5  | 5  | 0    |  | CD Universidad Católica    | 2-2 | 2-0 |     | 1-1 |
| 4    | Caracas Futbol Club     | 2   | 6 | 0 | 2 | 4 | 5  | 11 | -6   |  | Caracas Futbol Club        | 1-3 | 1-3 | 0-0 |     |

### Phase à élimination directe
|  | Huitièmes de finale    | Huitièmes de finale            | Huitièmes de finale       | Huitièmes de finale      |                              |                              | Quarts de finale  | Quarts de finale  | Quarts de finale  | Quarts de finale  |  |  | Demi-finales              | Demi-finales              | Demi-finales              | Demi-finales              |  |  | Finale             | Finale             | Finale             | Finale             |
|  |                        |                                |                           |                          |                              |                              |                   |                   |                   |                   |  |  |                           |                           |                           |                           |  |  |                    |                    |                    |                    |
|  | 28 avril et 5 mai 2010 | 28 avril et 5 mai 2010         | 28 avril et 5 mai 2010    | 28 avril et 5 mai 2010   |                              |                              | 12 et 20 mai 2010 | 12 et 20 mai 2010 | 12 et 20 mai 2010 | 12 et 20 mai 2010 |  |  | 28 juillet et 3 août 2010 | 28 juillet et 3 août 2010 | 28 juillet et 3 août 2010 | 28 juillet et 3 août 2010 |  |  | 11 et 18 août 2010 | 11 et 18 août 2010 | 11 et 18 août 2010 | 11 et 18 août 2010 |
|  | 16                     | Clube de Regatas do Flamengo   | 1                         | 1                        |                              |                              | 12 et 20 mai 2010 | 12 et 20 mai 2010 | 12 et 20 mai 2010 | 12 et 20 mai 2010 |  |  | 28 juillet et 3 août 2010 | 28 juillet et 3 août 2010 | 28 juillet et 3 août 2010 | 28 juillet et 3 août 2010 |  |  | 11 et 18 août 2010 | 11 et 18 août 2010 | 11 et 18 août 2010 | 11 et 18 août 2010 |
|  | 16                     | Clube de Regatas do Flamengo   | 1                         | 1                        |                              |                              | 12 et 20 mai 2010 | 12 et 20 mai 2010 | 12 et 20 mai 2010 | 12 et 20 mai 2010 |  |  | 28 juillet et 3 août 2010 | 28 juillet et 3 août 2010 | 28 juillet et 3 août 2010 | 28 juillet et 3 août 2010 |  |  | 11 et 18 août 2010 | 11 et 18 août 2010 | 11 et 18 août 2010 | 11 et 18 août 2010 |
|  | 1                      | SC Corinthians                 | 0                         | 2                        |                              |                              | 12 et 20 mai 2010 | 12 et 20 mai 2010 | 12 et 20 mai 2010 | 12 et 20 mai 2010 |  |  | 28 juillet et 3 août 2010 | 28 juillet et 3 août 2010 | 28 juillet et 3 août 2010 | 28 juillet et 3 août 2010 |  |  | 11 et 18 août 2010 | 11 et 18 août 2010 | 11 et 18 août 2010 | 11 et 18 août 2010 |
|  | 1                      | SC Corinthians                 | 0                         | 2                        | Clube de Regatas do Flamengo | Clube de Regatas do Flamengo | 2                 | 2                 |                   |                   |  |  | 28 juillet et 3 août 2010 | 28 juillet et 3 août 2010 | 28 juillet et 3 août 2010 | 28 juillet et 3 août 2010 |  |  | 11 et 18 août 2010 | 11 et 18 août 2010 | 11 et 18 août 2010 | 11 et 18 août 2010 |
|  | 29 avril et 6 mai 2010 |                                |                           |                          | Clube de Regatas do Flamengo | Clube de Regatas do Flamengo | 2                 | 2                 |                   |                   |  |  | 28 juillet et 3 août 2010 | 28 juillet et 3 août 2010 | 28 juillet et 3 août 2010 | 28 juillet et 3 août 2010 |  |  | 11 et 18 août 2010 | 11 et 18 août 2010 | 11 et 18 août 2010 | 11 et 18 août 2010 |
|  |                        |                                | CF Universidad de Chile   | CF Universidad de Chile  | 3                            | 1                            |                   |                   |                   |                   |  |  | 28 juillet et 3 août 2010 | 28 juillet et 3 août 2010 | 28 juillet et 3 août 2010 | 28 juillet et 3 août 2010 |  |  | 11 et 18 août 2010 | 11 et 18 août 2010 | 11 et 18 août 2010 | 11 et 18 août 2010 |
|  | 9                      | Club Alianza Lima              | CF Universidad de Chile   | CF Universidad de Chile  | 3                            | 1                            | 0                 | 2                 |                   |                   |  |  | 28 juillet et 3 août 2010 | 28 juillet et 3 août 2010 | 28 juillet et 3 août 2010 | 28 juillet et 3 août 2010 |  |  | 11 et 18 août 2010 | 11 et 18 août 2010 | 11 et 18 août 2010 | 11 et 18 août 2010 |
|  | 9                      | Club Alianza Lima              | 11 et 18 mai 2010         |                          |                              |                              | 0                 | 2                 |                   |                   |  |  | 28 juillet et 3 août 2010 | 28 juillet et 3 août 2010 | 28 juillet et 3 août 2010 | 28 juillet et 3 août 2010 |  |  | 11 et 18 août 2010 | 11 et 18 août 2010 | 11 et 18 août 2010 | 11 et 18 août 2010 |
|  | 8                      | CF Universidad de Chile        | 1                         | 2                        |                              |                              |                   |                   |                   |                   |  |  | 28 juillet et 3 août 2010 | 28 juillet et 3 août 2010 | 28 juillet et 3 août 2010 | 28 juillet et 3 août 2010 |  |  | 11 et 18 août 2010 | 11 et 18 août 2010 | 11 et 18 août 2010 | 11 et 18 août 2010 |
|  | 8                      | CF Universidad de Chile        | 1                         | 2                        | Chivas de Guadalajara        | Chivas de Guadalajara        | 1                 | 2                 |                   |                   |  |  |                           |                           |                           |                           |  |  | 11 et 18 août 2010 | 11 et 18 août 2010 | 11 et 18 août 2010 | 11 et 18 août 2010 |
|  | 27 avril et 4 mai 2010 |                                |                           |                          | Chivas de Guadalajara        | Chivas de Guadalajara        | 1                 | 2                 |                   |                   |  |  |                           |                           |                           |                           |  |  | 11 et 18 août 2010 | 11 et 18 août 2010 | 11 et 18 août 2010 | 11 et 18 août 2010 |
|  |                        |                                | CF Universidad de Chile   | CF Universidad de Chile  | 1                            | 0                            |                   |                   |                   |                   |  |  |                           |                           |                           |                           |  |  | 11 et 18 août 2010 | 11 et 18 août 2010 | 11 et 18 août 2010 | 11 et 18 août 2010 |
|  | 13                     | Chivas de Guadalajara          | CF Universidad de Chile   | CF Universidad de Chile  | 1                            | 0                            | 3                 | 0                 |                   |                   |  |  |                           |                           |                           |                           |  |  | 11 et 18 août 2010 | 11 et 18 août 2010 | 11 et 18 août 2010 | 11 et 18 août 2010 |
|  | 13                     | Chivas de Guadalajara          | 29 juillet et 5 août 2010 |                          |                              |                              | 3                 | 0                 |                   |                   |  |  |                           |                           |                           |                           |  |  | 11 et 18 août 2010 | 11 et 18 août 2010 | 11 et 18 août 2010 | 11 et 18 août 2010 |
|  | 4                      | Club Atlético Vélez Sarsfield  | 0                         | 2                        |                              |                              |                   |                   |                   |                   |  |  |                           |                           |                           |                           |  |  | 11 et 18 août 2010 | 11 et 18 août 2010 | 11 et 18 août 2010 | 11 et 18 août 2010 |
|  | 4                      | Club Atlético Vélez Sarsfield  | 0                         | 2                        | Chivas de Guadalajara        | Chivas de Guadalajara        | 3                 | 0                 |                   |                   |  |  |                           |                           |                           |                           |  |  | 11 et 18 août 2010 | 11 et 18 août 2010 | 11 et 18 août 2010 | 11 et 18 août 2010 |
|  | 29 avril et 6 mai 2010 |                                |                           |                          | Chivas de Guadalajara        | Chivas de Guadalajara        | 3                 | 0                 |                   |                   |  |  |                           |                           |                           |                           |  |  | 11 et 18 août 2010 | 11 et 18 août 2010 | 11 et 18 août 2010 | 11 et 18 août 2010 |
|  |                        |                                | Club Libertad             | Club Libertad            | 0                            | 2                            |                   |                   |                   |                   |  |  |                           |                           |                           |                           |  |  | 11 et 18 août 2010 | 11 et 18 août 2010 | 11 et 18 août 2010 | 11 et 18 août 2010 |
|  | 12                     | CD Once Caldas                 | Club Libertad             | Club Libertad            | 0                            | 2                            | 0                 | 1                 |                   |                   |  |  |                           |                           |                           |                           |  |  | 11 et 18 août 2010 | 11 et 18 août 2010 | 11 et 18 août 2010 | 11 et 18 août 2010 |
|  | 12                     | CD Once Caldas                 | 13 et 20 mai 2010         |                          |                              |                              | 0                 | 1                 |                   |                   |  |  |                           |                           |                           |                           |  |  | 11 et 18 août 2010 | 11 et 18 août 2010 | 11 et 18 août 2010 | 11 et 18 août 2010 |
|  | 5                      | Club Libertad                  | 0                         | 2                        |                              |                              |                   |                   |                   |                   |  |  |                           |                           |                           |                           |  |  | 11 et 18 août 2010 | 11 et 18 août 2010 | 11 et 18 août 2010 | 11 et 18 août 2010 |
|  | 5                      | Club Libertad                  | 0                         | 2                        | Chivas de Guadalajara        | Chivas de Guadalajara        | 1                 | 2                 |                   |                   |  |  |                           |                           |                           |                           |  |  |                    |                    |                    |                    |
|  | 28 avril et 6 mai 2010 |                                |                           |                          | Chivas de Guadalajara        | Chivas de Guadalajara        | 1                 | 2                 |                   |                   |  |  |                           |                           |                           |                           |  |  |                    |                    |                    |                    |
|  |                        |                                | Sport Club Internacional  | Sport Club Internacional | 2                            | 3                            |                   |                   |                   |                   |  |  |                           |                           |                           |                           |  |  |                    |                    |                    |                    |
|  | 11                     | Club Atlético Banfield         | Sport Club Internacional  | Sport Club Internacional | 2                            | 3                            | 3                 | 0                 |                   |                   |  |  |                           |                           |                           |                           |  |  |                    |                    |                    |                    |
|  | 11                     | Club Atlético Banfield         |                           |                          |                              |                              |                   | 0                 |                   |                   |  |  |                           |                           |                           |                           |  |  |                    |                    |                    |                    |
|  | 6                      | SC Internacional               | 1                         | 2                        |                              |                              |                   |                   |                   |                   |  |  |                           |                           |                           |                           |  |  |                    |                    |                    |                    |
|  | 6                      | SC Internacional               | 1                         | 2                        | Sport Club Internacional     | Sport Club Internacional     | 1                 | 1                 |                   |                   |  |  |                           |                           |                           |                           |  |  |                    |                    |                    |                    |
|  | 27 avril et 5 mai 2010 |                                |                           |                          | Sport Club Internacional     | Sport Club Internacional     | 1                 | 1                 |                   |                   |  |  |                           |                           |                           |                           |  |  |                    |                    |                    |                    |
|  |                        |                                | Estudiantes de La Plata   | Estudiantes de La Plata  | 0                            | 2                            |                   |                   |                   |                   |  |  |                           |                           |                           |                           |  |  |                    |                    |                    |                    |
|  | 14                     | San Luis FC                    | Estudiantes de La Plata   | Estudiantes de La Plata  | 0                            | 2                            | 0                 | 1                 |                   |                   |  |  |                           |                           |                           |                           |  |  |                    |                    |                    |                    |
|  | 14                     | San Luis FC                    | 12 et 19 mai 2010         |                          |                              |                              | 0                 | 1                 |                   |                   |  |  |                           |                           |                           |                           |  |  |                    |                    |                    |                    |
|  | 3                      | Estudiantes de La Plata        | 1                         | 3                        |                              |                              |                   |                   |                   |                   |  |  |                           |                           |                           |                           |  |  |                    |                    |                    |                    |
|  | 3                      | Estudiantes de La Plata        | 1                         | 3                        | Sport Club Internacional     | Sport Club Internacional     | 1                 | 1                 |                   |                   |  |  |                           |                           |                           |                           |  |  |                    |                    |                    |                    |
|  | 29 avril et 5 mai 2010 |                                |                           |                          | Sport Club Internacional     | Sport Club Internacional     | 1                 | 1                 |                   |                   |  |  |                           |                           |                           |                           |  |  |                    |                    |                    |                    |
|  |                        |                                | São Paulo Futebol Clube   | São Paulo Futebol Clube  | 0                            | 2                            |                   |                   |                   |                   |  |  |                           |                           |                           |                           |  |  |                    |                    |                    |                    |
|  | 10                     | Cruzeiro Esporte Clube         | São Paulo Futebol Clube   | São Paulo Futebol Clube  | 0                            | 2                            | 3                 | 3                 |                   |                   |  |  |                           |                           |                           |                           |  |  |                    |                    |                    |                    |
|  | 10                     | Cruzeiro Esporte Clube         |                           |                          |                              |                              |                   | 3                 |                   |                   |  |  |                           |                           |                           |                           |  |  |                    |                    |                    |                    |
|  | 7                      | Club Nacional de Football      | 1                         | 0                        |                              |                              |                   |                   |                   |                   |  |  |                           |                           |                           |                           |  |  |                    |                    |                    |                    |
|  | 7                      | Club Nacional de Football      | 1                         | 0                        | Cruzeiro Esporte Clube       | Cruzeiro Esporte Clube       | 0                 | 0                 |                   |                   |  |  |                           |                           |                           |                           |  |  |                    |                    |                    |                    |
|  | 28 avril et 4 mai 2010 |                                |                           |                          | Cruzeiro Esporte Clube       | Cruzeiro Esporte Clube       | 0                 | 0                 |                   |                   |  |  |                           |                           |                           |                           |  |  |                    |                    |                    |                    |
|  |                        |                                | São Paulo Futebol Clube   | São Paulo Futebol Clube  | 2                            | 2                            |                   |                   |                   |                   |  |  |                           |                           |                           |                           |  |  |                    |                    |                    |                    |
|  | 15                     | Club Universitario de Deportes | São Paulo Futebol Clube   | São Paulo Futebol Clube  | 2                            | 2                            | 0                 | 0 (1)             |                   |                   |  |  |                           |                           |                           |                           |  |  |                    |                    |                    |                    |
|  | 15                     | Club Universitario de Deportes |                           |                          |                              |                              |                   | 0 (1)             |                   |                   |  |  |                           |                           |                           |                           |  |  |                    |                    |                    |                    |
|  | 2                      | São Paulo Futebol Clube tab    | 0                         | 0 (3)                    |                              |                              |                   |                   |                   |                   |  |  |                           |                           |                           |                           |  |  |                    |                    |                    |                    |
|  | 2                      | São Paulo Futebol Clube tab    | 0                         | 0 (3)                    |                              |                              |                   |                   |                   |                   |  |  |                           |                           |                           |                           |  |  |                    |                    |                    |                    |
|  |                        |                                |                           |                          |                              |                              |                   |                   |                   |                   |  |  |                           |                           |                           |                           |  |  |                    |                    |                    |                    |

## Finale

### Match aller
| 11 août 2010    | Chivas de Guadalajara | 1 – 2   | Sport Club Internacional   | Estadio Omnilife, Zapopan                        |                                                  |
| 19 h 50 (UTC-5) | Bautista 45+2e        | (1 – 0) | Giuliano 73e · Bolívar 76e | Spectateurs : 30 870 Arbitrage : Héctor Baldassi | Spectateurs : 30 870 Arbitrage : Héctor Baldassi |
| 19 h 50 (UTC-5) | Rapport               |         |                            | Spectateurs : 30 870 Arbitrage : Héctor Baldassi | Spectateurs : 30 870 Arbitrage : Héctor Baldassi |

| Guadalajara | Internacional |

| GUADALAJARA :  |    |                     |       |     |
|                |    |                     |       |     |
| GK             | 1  | Luis Ernesto Michel |       |     |
| RB             | 3  | Jonny Magallón      |       |     |
| CB             | 4  | Héctor Reynoso (c)  |       |     |
| CB             | 2  | Mario de Luna       | 90+2e |     |
| LB             | 23 | Miguel Ángel Ponce  |       |     |
| CM             | 18 | Xavier Báez         |       | 86e |
| CM             | 20 | Edgar Mejía         |       |     |
| RW             | 8  | Marco Fabián        | 75e   | 79e |
| LW             | 9  | Omar Arellano       |       | 69e |
| AM             | 7  | Adolfo Bautista     |       |     |
| CF             | 17 | Omar Bravo          |       |     |
| Remplaçants :  |    |                     |       |     |
| GK             | 22 | Sergio Arias        |       |     |
| DF             | 21 | Christian Pérez     |       |     |
| DF             | 25 | Juan Antonio Ocampo |       |     |
| DF             | 16 | Dionicio Escalante  |       | 79e |
| MF             | 5  | Patricio Araujo     |       | 69e |
| FW             | 11 | Ulises Dávila       |       | 86e |
| FW             | 15 | Michel Vázquez      |       |     |
| Entraîneur :   |    |                     |       |     |
| José Luis Real |    |                     |       |     |

| INTERNACIONAL : |    |                       |     |     |
|                 |    |                       |     |     |
| GK              | 28 | Renan                 |     |     |
| RB              | 15 | Nei                   |     |     |
| CB              | 3  | Índio                 |     |     |
| CB              | 2  | Bolívar (c)           |     |     |
| LB              | 6  | Kléber                |     |     |
| CM              | 8  | Sandro                | 88e |     |
| CM              | 5  | Pablo Guiñazú         |     |     |
| RM              | 11 | Giuliano              |     |     |
| LM              | 10 | Andrés D'Alessandro   |     |     |
| SS              | 7  | Taison                |     | 86e |
| CF              | 9  | Alecsandro            |     | 34e |
| Remplaçants :   |    |                       |     |     |
| GK              | 25 | Roberto Abbondanzieri |     |     |
| DF              | 4  | Fabiano Eller         |     |     |
| MF              | 20 | Glaydson              |     |     |
| MF              | 17 | Andrézinho            |     |     |
| MF              | 21 | Wilson Mathías        |     | 86e |
| FW              | 23 | Rafael Sóbis          |     |     |
| FW              | 27 | Everton               |     | 34e |
| Entraîneur :    |    |                       |     |     |
| Celso Roth      |    |                       |     |     |

| Homme du match : Pablo Guiñazú Arbitres assistants : Rocardo Casas Hernán Maidana Quatrième arbitre : Saúl Laverni |

### Match retour
| 18 août 2010    | Sport Club Internacional              | 3 – 2   | Chivas de Guadalajara  | Estádio José Pinheiro Borda (Beira-Rio), Porto Alegre |                                             |
| 22 h 00 (UTC-3) | Sóbis 61e · Damião 75e · Giuliano 88e | (0 – 1) | Fabián 42e · Bravo 90e | Spectateurs : 56 000 Arbitrage : Óscar Ruiz           | Spectateurs : 56 000 Arbitrage : Óscar Ruiz |
| 22 h 00 (UTC-3) | Rapport                               |         |                        | Spectateurs : 56 000 Arbitrage : Óscar Ruiz           | Spectateurs : 56 000 Arbitrage : Óscar Ruiz |

| Internacional | Guadalajara |

| INTERNACIONAL : |    |                       |     |     |
|                 |    |                       |     |     |
| GK              | 28 | Renan                 |     |     |
| RB              | 15 | Nei                   |     |     |
| CB              | 2  | Bolívar (c)           | 65e |     |
| CB              | 3  | Índio                 |     |     |
| LB              | 6  | Kléber                |     |     |
| DM              | 8  | Sandro                |     |     |
| CM              | 5  | Pablo Guiñazú         |     |     |
| CM              | 16 | Tinga                 |     | 84e |
| AM              | 10 | Andrés D'Alessandro   |     |     |
| SS              | 7  | Taison                |     | 73e |
| CF              | 23 | Rafael Sóbis          |     | 65e |
| Remplaçants :   |    |                       |     |     |
| GK              | 25 | Roberto Abbondanzieri |     |     |
| DF              | 4  | Fabiano Eller         |     |     |
| MF              | 20 | Glaydson              |     |     |
| MF              | 17 | Andrézinho            |     |     |
| MF              | 21 | Wilson Mathías        |     | 84e |
| MF              | 11 | Giuliano              |     | 65e |
| FW              | 22 | Leandro Damião        |     | 73e |
| Entraîneur :    |    |                       |     |     |
| Celso Roth      |    |                       |     |     |

| GUADALAJARA :  |    |                     |     |     |
|                |    |                     |     |     |
| GK             | 1  | Luis Ernesto Michel |     |     |
| CM             | 5  | Patricio Araujo     |     |     |
| RB             | 3  | Jonny Magallón      |     |     |
| LB             | 23 | Miguel Ángel Ponce  |     | 79e |
| CB             | 4  | Héctor Reynoso (c)  |     |     |
| CM             | 18 | Xavier Báez         |     | 82e |
| CB             | 2  | Mario de Luna       | 10e |     |
| LW             | 8  | Marco Fabián        | 19e |     |
| RW             | 9  | Omar Arellano       | 87e |     |
| AM             | 7  | Adolfo Bautista     |     |     |
| FW             | 17 | Omar Bravo          |     |     |
| Remplaçants :  |    |                     |     |     |
| GK             | 22 | Sergio Arias        |     |     |
| DF             | 16 | Dionicio Escalante  |     | 79e |
| DF             | 21 | Christian Pérez     |     |     |
| DF             | 25 | Juan Antonio Ocampo |     |     |
| FW             | 15 | Michel Vázquez      |     | 82e |
| FW             | 11 | Ulises Dávila       |     |     |
| FW             | 10 | Alberto Medina      |     |     |
| Entraîneur :   |    |                     |     |     |
| José Luis Real |    |                     |     |     |

| Homme du match : Rafael Sóbis Arbitres assistants : Abraham González Humberto Clavijo Quatrième arbitre : José Buitrago |

| Vainqueur de la Copa Libertadores 2010 |
| -------------------------------------- |
| Sport Club Internacional Second titre  |

### Statistiques
| Guadalajara |                     | Internacional |
| ----------- | ------------------- | ------------- |
| 1           | Buts marqués        | 2             |
| 3           | Tirs                | 8             |
| 1           | Tirs cadrés         | 5             |
| 41 %        | Possession de balle | 59 %          |
| 0           | Corners             | 3             |
| 12          | Fautes commises     | 10            |
| 0           | Hors-jeu            | 1             |
| 2           | Cartons jaunes      | 1             |
| 0           | Cartons rouges      | 0             |

| Internacional |                     | Guadalajara |
| ------------- | ------------------- | ----------- |
| 3             | Buts marqués        | 2           |
| 12            | Tirs                | 6           |
| 9             | Tirs cadrés         | 4           |
| 60 %          | Possession de balle | 40 %        |
| 6             | Corners             | 1           |
| 5             | Fautes commises     | 21          |
| 2             | Hors-jeu            | 1           |
| 1             | Cartons jaunes      | 2           |
| 0             | Cartons rouges      | 1           |

| Guadalajara |                     | Internacional |
| ----------- | ------------------- | ------------- |
| 3           | Buts marqués        | 5             |
| 9           | Tirs                | 20            |
| 5           | Tirs cadrés         | 14            |
| 41 %        | Possession de balle | 59 %          |
| 1           | Corners             | 9             |
| 33          | Fautes commises     | 15            |
| 1           | Hors-jeu            | 3             |
| 4           | Cartons jaunes      | 2             |
| 1           | Cartons rouges      | 0             |